# سيكامور (جورجيا)
سيكامور (بالإنجليزية: Sycamore, Georgia)‏ هي مدينة تقع في مقاطعة تورنر بولاية جورجيا في الولايات المتحدة. تبلغ مساحة هذه المدينة 2.6 (كم²)، وترتفع عن سطح البحر 119 م، بلغ عدد سكانها 496 نسمة في عام 2010 حسب إحصاء مكتب تعداد الولايات المتحدة.

## وصلات خارجية
- Cities & Counties - Georgia.gov